# Adrian Rawlins
Adrian John Rawlins, född 27 mars 1958 i Stoke-on-Trent, Staffordshire, är en brittisk skådespelare.  Han har bland annat medverkat i TV-serierna Chernobyl och I famnen på en mördare. Rawlins spelar bland annat Harry Potters pappa James Potter i Harry Potter-filmerna.

## Filmografi (urval)
- 1985 – Revolution – Bill
- 1988 – Drömmen om drömmilen – Chris Chataway
- 1989 – I de månbelysta bergens skugga – Edward
- 1994 – Barnflickorna – David
- 1995 – She's Out (TV-serie)
- 1996 – Breaking the Waves – doktor Richardson
- 1999 – Onda avsikter – Christopher Clarkson
- 1999 – Ett mörkt förflutet – Oliver Fraser
- 2001 – Harry Potter och de vises sten – James Potter
- 2002 – Wilbur – Harbour
- 2004 – Harry Potter och fången från Azkaban – James Potter
- 2005 – Harry Potter och den flammande bägaren – James Potter
- 2007 – Harry Potter och Fenixorden – James Potter
- 2010 – Harry Potter och dödsrelikerna – Del 1 – James Potter
- 2011 – Harry Potter och dödsrelikerna – Del 2 – James Potter
- 2014 – The Woman in Black 2: Angel of Death – Dr. Rhodes
- 2016 – Krig och fred (TV-serie)
- 2017 – Darkest Hour
- 2019 – Chernobyl (TV-serie)
- 2025 – Patience (TV-serie)